# Montalbano Jonico
Montalbano Jonico (Mons Albanus in latino, Mundalbānë in dialetto locale, fino al 1863 chiamata Mont'Albano) è un comune italiano di 6 495 abitanti della provincia di Matera in Basilicata.
Il 2 aprile 2009 il presidente della Repubblica Giorgio Napolitano ha insignito il comune di Montalbano Jonico del titolo onorifico di città.

## Geografia fisica

### Territorio
(Giuseppe Bianchetti)
Montalbano Jonico sorge a 292 m s.l.m. nella parte sud-occidentale della provincia di Matera, tra i fiumi Cavone, che lo separa da Pisticci (25 km) a est, e Agri, che lo divide da Tursi (16 km) a ovest. A sud confina con il comune di Scanzano Jonico (17 km), mentre a nord con Craco (25 km) e Stigliano (46 km). Il territorio è in massima parte collinare. Di notevole impatto paesaggistico e naturalistico la presenza dei calanchi.
Per la presenza di terreno prevalentemente argilloso (di qui il nome delle cosiddette "argille di Montalbano") il paese è da sempre soggetto a frane che ne hanno, nel tempo, modificato l'aspetto, creando oltretutto parecchi problemi alla popolazione.
- Classificazione sismica: zona 2 (sismicità medio-alta)[5], Ordinanza PCM n. 3274 del 20/03/2003

### Clima
Secondo i dati medi del trentennio 1961-1990, la temperatura media del mese più freddo, gennaio, si attesta a +7,4 °C, mentre quella del mese più caldo, agosto, è di +25,5 °C.
| Montalbano Jonico  | Mesi | Mesi | Mesi | Mesi | Mesi | Mesi | Mesi | Mesi | Mesi | Mesi | Mesi | Mesi | Stagioni | Stagioni | Stagioni | Stagioni | Anno |
| Montalbano Jonico  | Gen  | Feb  | Mar  | Apr  | Mag  | Giu  | Lug  | Ago  | Set  | Ott  | Nov  | Dic  | Inv      | Pri      | Est      | Aut      | Anno |
| ------------------ | ---- | ---- | ---- | ---- | ---- | ---- | ---- | ---- | ---- | ---- | ---- | ---- | -------- | -------- | -------- | -------- | ---- |
| T. max. media (°C) | 11,1 | 12,3 | 14,7 | 18,1 | 23,1 | 27,5 | 31,6 | 31,7 | 27,4 | 22,1 | 17,3 | 13,2 | 12,2     | 18,6     | 30,3     | 22,3     | 20,8 |
| T. min. media (°C) | 3,6  | 4,0  | 5,7  | 8,2  | 12,3 | 15,6 | 19,0 | 19,2 | 16,2 | 12,6 | 8,7  | 5,2  | 4,3      | 8,7      | 17,9     | 12,5     | 10,9 |

- Classificazione climatica di Montalbano Jonico[7]:
  - Zona climatica C;
  - Gradi giorno 1392.

## Origini del nome
Il nome originale, Mons Albanus, deriva probabilmente dal gentilizio Albius, diffuso nell'Italia meridionale in Età repubblicana, epoca in cui vennero assegnati lotti di ager publicus ai veterani di guerra, dopo gli eventi bellici relativi a Pirro (280 - 275 a.C.) e Annibale (seconda guerra punica, 218 - 202 a.C.). A tal riguardo va inoltre riferita una citazione di Cicerone (I secolo a.C.) che diceva di ricchi senatori romani che avevano grosse proprietà agricole nel territorio Eracleota.
Altra ipotesi è quella che deriva dalle parole latine mons (monte) e albius (chiaro), dalle argille che compongono il territorio su cui è posizionata la cittadina. Infine non è da escludere la possibile origine dall'arabo Al bana, vale a dire "luogo eccellente".

## Storia
È accertata la presenza di un sito dell'Età del bronzo nel suo territorio in contrada Iazzitelli.

Le origini storiche di Montalbano sono molto incerte, forse risalenti al IV secolo a.C. I reperti archeologici rinvenuti nel suo abitato sono di età ellenistica. 

Probabilmente fu, come Pandosia, alleata di Roma nella battaglia di Heraclea, che vide fronteggiarsi le forze romane a quelle epiriote alleate dei tarantini e capitanate da Pirro. 
In età romana beneficiò dei percorsi della transumanza che ancora oggi l'attraversano, nonché della floridezza di Heraclea, ricadendo all'interno della Siritide.
Nel suo territorio è importante la fattoria ellenistica di Andriace risalente al III secolo a.C. probabilmente parte di un piccolo abitato agricolo, con tipologia di casa a corte, dotata di ambienti per l'abitazione delle famiglie dei coltivatori e spazi adibiti alla lavorazione dei prodotti. Attualmente ricostruita con tecniche all'avanguardia, la fattoria "Magno-Greca", rappresenta la testimonianza rara di una struttura rurale, anticipatrice delle più sofisticate forme della villa romana, di quel periodo.
In contrada Ucio, sulla destra del Cavone (antico Akalàndros) furono rinvenute le famosissime Tavole di Heraclea, tavole bronzee incise in greco relative alla suddivisione agraria dei territori dei santuari di Dioniso e di Atena nel IV secolo a.C.; sul retro è incisa, in latino, la Lex Iulia Municipalis del I secolo a.C. Oggi le due tavole sono conservate presso il Museo Archeologico Nazionale di Napoli.
Dal Medioevo in poi Montalbano fu feudo appartenuto a seguire ai Sanseverino, ai Villamari, ai Toledo e agli Alvarez.
Alle falde del Piano Cerulli, sull'Agri sono i ruderi dell'importante monastero bizantino di San Nicola de Sylva; in età federiciana il monastero fu occupato dai monaci cistercensi.
Rilevante è il tracciato della cinta muraria esterna di età aragonese e poi ristrutturata, nella veste attuale, dopo il saccheggio dei predoni ottomani del 1555.
Dal 1799 la cittadina fu molto attiva nel movimento antiborbonico. 

Nel 1863 al nome Montalbano fu aggiunto l'appellativo Jonico, a indicare il mare su cui il territorio comunale si affacciava.
A partire dal 1932, e fino ai primi anni '60 del XX secolo, Montalbano fu una delle stazioni delle Ferrovie Calabro Lucane. 
Durante il ventennio fascista nel paese vennero confinati alcuni condannati dal Tribunale speciale per la difesa dello stato fra cui Camilla Ravera.
Nel 1959 prima e nel 1974 poi, il territorio, prima molto esteso, si ridimensionò notevolmente, in seguito all'acquisizione dell'autonomia da parte delle due frazioni di Policoro e Scanzano Jonico.

## Monumenti e luoghi d'interesse

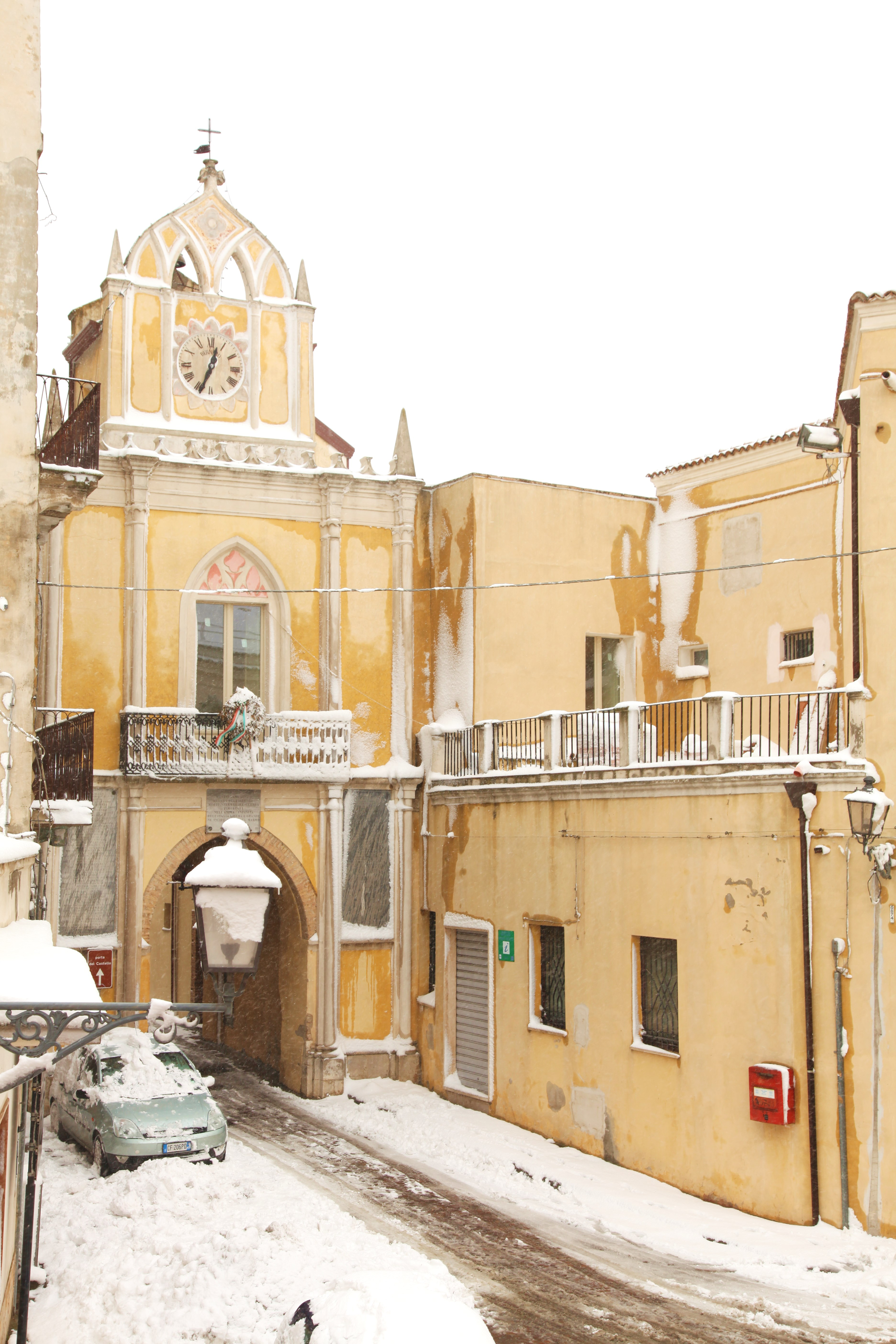
La porta dell'orologio nei giorni della nevicata del 2012.

- Chiesa madre di Santa Maria dell'Episcopio, con la statua lignea raffigurante una Madonna con Bambino risalente al XII secolo.
- Mura normanne, di cui restano due torri quadrate e numerose balestriere.
- Palazzo De Ruggeri, Spazio Permanente d'arte ''Melchiorre da Montalbano'', museo d'arte contemporanea, mail art e biblioteca civica (Fondo moderno, ricco di 15.000 volumi).
- Palazzo Rondinelli, (XVII secolo), pinacoteca e biblioteca civica (Fondo antico, dal XVI al XX secolo, ricco di 9.000 volumi).
- Terravecchia, nata intorno al castello è ritenuta una domus federiciana, unica della provincia di Matera, oggi in parte inglobata in abitazioni, in parte crollata (presso piazzale Castel Fidardo, Tempa del diavolo).
- Porta dell'Orologio, XIX secolo, relativa alle mura medievali più antiche, ricostruita in seguito a due crolli, da un originale a sesto acuto, di origine federiciana.

### Aree naturali

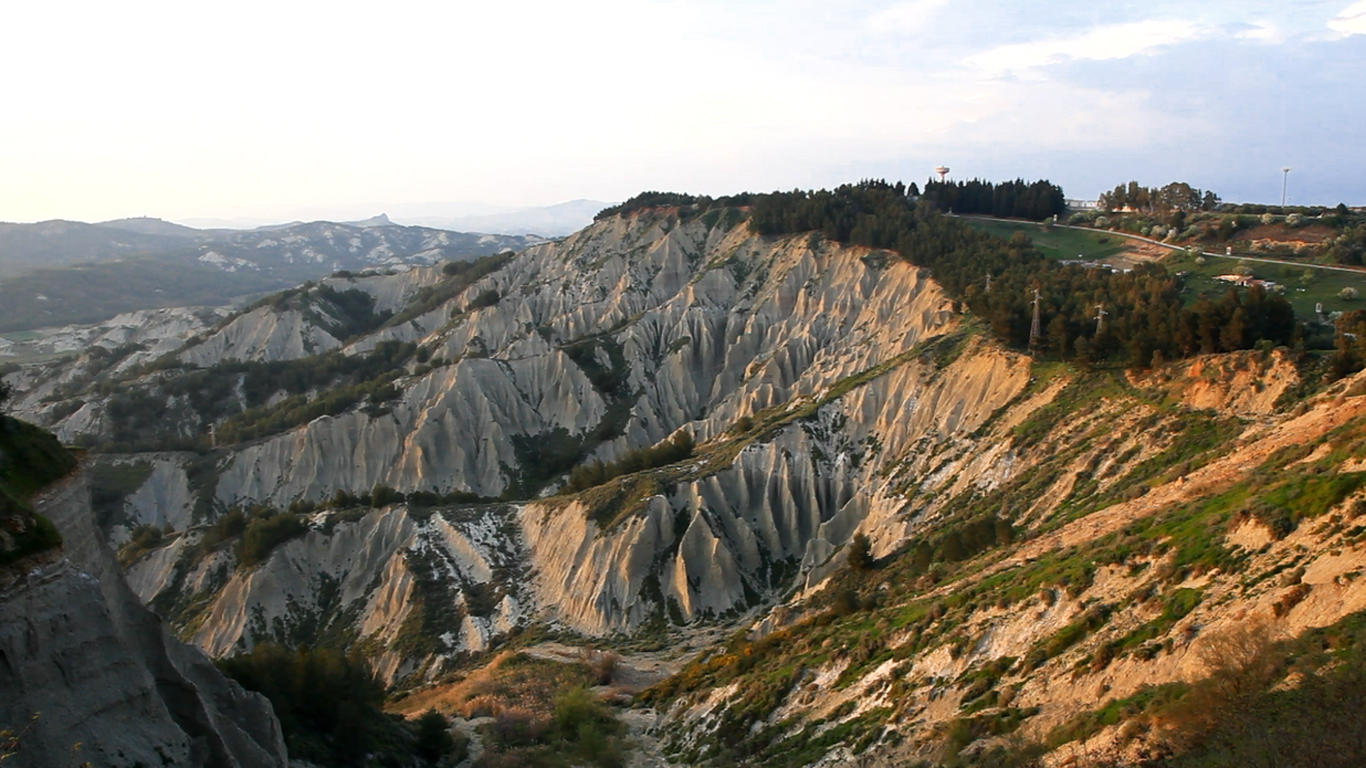
Vista dei Calanchi dalla Terravecchia

Le creste argillose disegnate dall'erosione che circondano la collina di Montalbano Jonico racchiudono un importante patrimonio scientifico che è andato formandosi nell'arco di oltre un milione di anni. Il geosito di Tempa Petrolla è un condensato di storia, economia e natura. 
È stata di recente richiesta la salvaguardia di questa zona, e in data 18 gennaio 2011 il Consiglio Regionale di Basilicata ha approvato un disegno di legge per l'istituzione della Riserva naturale speciale dei Calanchi di Montalbano Jonico.
La riserva dei Calanchi di Montalbano Jonico è candidata a rappresentare a livello mondiale la sezione "ideale" del Pleistocene Medio (Global stratotype section for the Early-Middle Pleistocene) e si contende il Golden Spike, che sarà assegnato nel 2016, con una vallata nel crotonese e un geosito giapponese.

## Società

### Evoluzione demografica
Abitanti censiti

### Lingue e dialetti
Il dialetto montalbanese, che fa parte del gruppo linguistico del dialetto metapontino, è di derivazione latina (come tutte le lingue e i dialetti di area romanza, esso continua il latino), non solo nel lessico, ma anche nella sintassi, con parziali influenze greco-bizantine e arabe (alto medioevo), francesi, per via dei secoli di controllo politico francofono dei Normanni (XI-XII sec.), nonché della Francia (con gli angioini nel XIII-XIV sec.) e spagnole catalane (aragonesi, XV sec.).
I linguisti lo definiscono "un dialetto cantante" perché caratterizzato da una fonetica che inclina spesso alla cantilena, probabilmente proprio di derivazione ecclesiastica greco-bizantina.
Il dialetto stretto non viene quasi più parlato, sostituito dalla forma inflazionata dall'italiano presente oggi. Rimangono tuttavia molti elementi del dialetto puro, soprattutto alcuni termini o forme verbali.

### Tradizioni e folclore

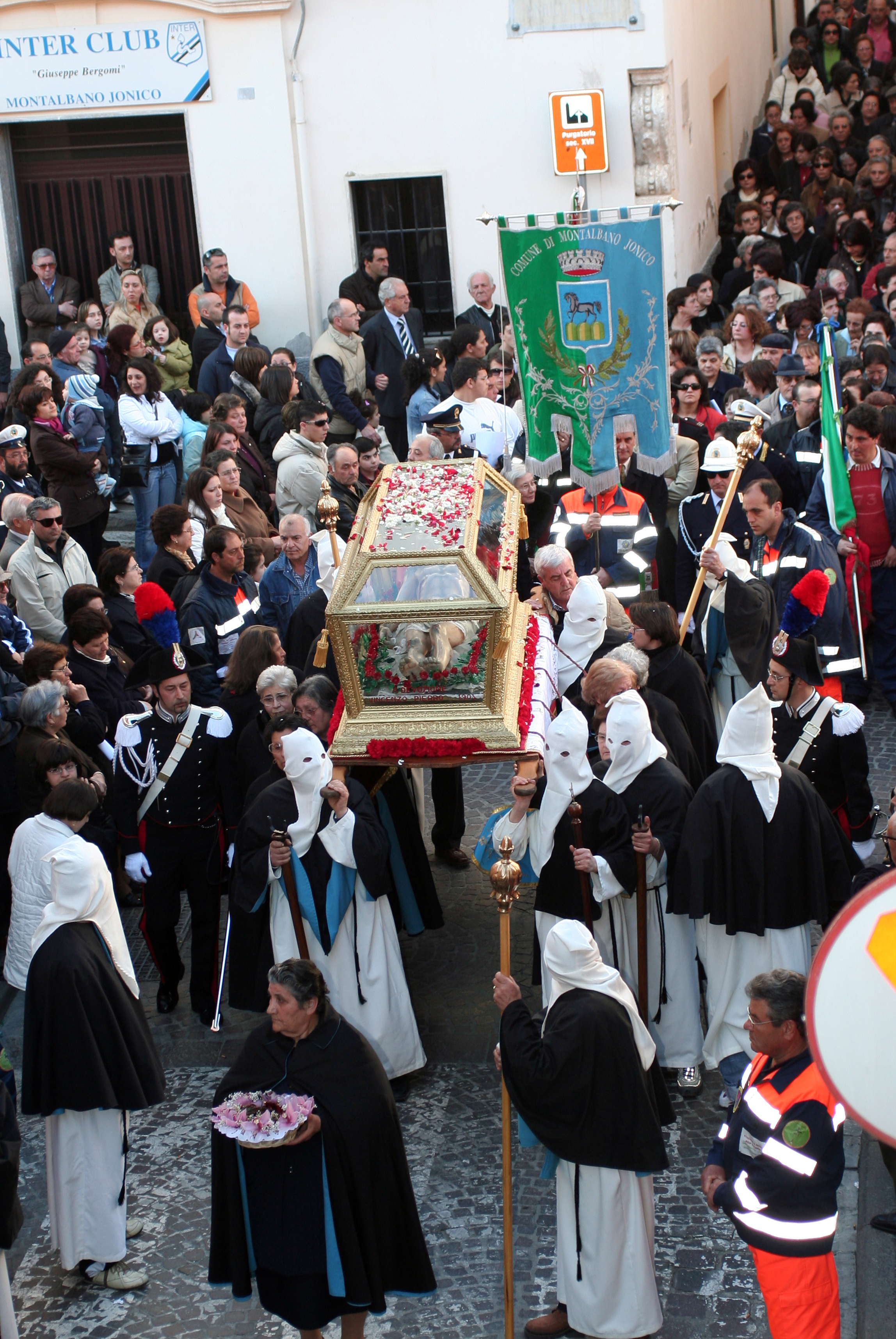
La processione del Venerdì Santo.

#### Processione del Venerdì Santo
Quella del Venerdì santo è una suggestiva e antica processione che viene organizzata ogni anno dalla Confraternita del Purgatorio. Nel pomeriggio del Venerdì Santo i fedeli portano in processione la statua della Vergine a lutto e nello stesso tempo anche il simulacro di Gesù. I canti di passione accompagnano il corteo per le vie del paese mentre i fedeli cantano dondolandosi. Per ottemperare a un voto, accade che donne in processione camminino scalze.

#### Festa di Sant'Antonio Abate
Rito di antichissime origini pagane, in età cristiana, il giorno della festa di Sant'Antonio Abate era caratterizzato dalla benedizione degli animali. Oggi questa usanza è stata dimenticata, ma sopravvive ancora la tradizione della gara dei fuochi in onore di Sant'Antonio. I falò - che nel mondo antico rappresentavano il passaggio tra l'anno vecchio e quello nuovo -, realizzati dai ragazzi negli slarghi di ogni quartiere, erano e sono ancora oggi l'occasione per riunirsi attorno a essi, cantare e ballare. Alla sommità di ogni falò fatto con i rami potati dagli ulivi, anticamente si poneva un fantoccio di paglia. Secondo la tradizione, la cenere viene poi portata nei campi e sparsa dai contadini sui terreni per propiziarsi un abbondante raccolto.

## Cultura

### Università
Nel Comune hanno avuto sede alcuni corsi e servizi dell'Università degli Studi Magna Græcia di Catanzaro.

## Economia
La cittadina ha un'economia prettamente agricola, con buone produzioni olearie e vinicole. Diffuse anche le coltivazioni di agrumi e alberi da frutto. 

Il turismo è ancora poco sviluppato, nonostante la vicinanza alla Strada statale 598 di Fondovalle dell'Agri che collega direttamente alla Strada statale 106 Jonica.
Nella media la percentuale di laureati e di professionisti; tuttavia le scarse prospettive di occupazione sono motivo d'emigrazione di giovani capaci e laureati che, insieme a una situazione di forte invecchiamento della popolazione, causano un lento ma costante declino demografico.

## Infrastrutture e trasporti

### Strade
- Strada statale 598 di Fondovalle dell'Agri

### Ferrovie
Dal 1932 al 1972 era in funzione anche la ferrovia Bari-Matera-Montalbano Jonico a scartamento ridotto delle FAL e a Montalbano Jonico aveva la sua stazione ferroviaria, tuttora esistente ma non più in uso.

## Amministrazione
| Periodo           | Periodo           | Primo cittadino           | Partito                           | Carica                    | Note   |
| ----------------- | ----------------- | ------------------------- | --------------------------------- | ------------------------- | ------ |
| 13 agosto 1992    | 15 dicembre 1993  | Giuseppe Grimaldi         | PSI, MSI-DN, Ind.di Sinistra, PRI | Sindaco                   | [ 13 ] |
| 16 dicembre 1993  | 19 novembre 1995  |                           |                                   | Commissione straordinaria | [ 13 ] |
| 20 novembre 1995  | 16 aprile 2000    | Leonardo Giordano         | Lista civica di centro-destra     | Sindaco                   | [ 13 ] |
| 17 aprile 2000    | 4 aprile 2005     | Francesco Puzzovivo       | Lista civica di centro-sinistra   | Sindaco                   | [ 13 ] |
| 5 aprile 2005     | 29 marzo 2010     | Leonardo Giordano         | Lista civica di centro-destra     | Sindaco                   | [ 13 ] |
| 30 marzo 2010     | 30 maggio 2015    | Vincenzo Devincenzis      | Lista civica di centro-destra     | Sindaco                   | [ 13 ] |
| 31 maggio 2015    | 20 settembre 2020 | Piero Marrese             | Lista civica di centro-sinistra   | Sindaco                   | [ 13 ] |
| 20 settembre 2020 | 12 luglio 2024    | Piero Marrese             | Lista civica di centro-sinistra   | Sindaco                   | [ 13 ] |
| 12 luglio 2024    | in carica         | Giuseppe Antonio Di Sanzo | Lista civica di centro-sinistra   | Vicesindaco reggente      | [ 13 ] |

### Gemellaggi
- Ghiroda

## Sport
Il comune di Montalbano Jonico è particolarmente attivo in ambito sportivo. Sono presenti nella cittadina la "Polisportiva Libertas Montalbano" e il "Circolo tennis Montalbano A.S.D.".
La squadra di calcio della città è stata, fino al 2009, lo Sporting Montalbano; a partire dal 2011-2012 e per qualche anno, Montalbano è stata rappresentata dalla squadra del Real Metapontino (Eccellenza Basilicata), che nella stagione sportiva 2013-2014 ha partecipato al campionato di Serie D. Dal 2016-2017 la squadra di calcio di riferimento è l'FCD Atletico Montalbano, che nella stagione calcistica 2019-2020 milita nel campionato regionale di Promozione Basilicata 2019-2020.
In ambito ciclistico Montalbano vanta la cittadinanza del famoso ciclista Domenico Pozzovivo.
Il paese ha ospitato importanti eventi sportivi: nel 2006 la X edizione della Coppa Gaetano Scirea, nel 2007 i "Campionati regionali individuali assoluti maschili di tennis", nel 2008 il primo "Torneo Open di tennis" montalbanese, nel marzo 2012 è stata una delle sedi del Torneo delle regioni di Calcio a 5.